# Hachikō

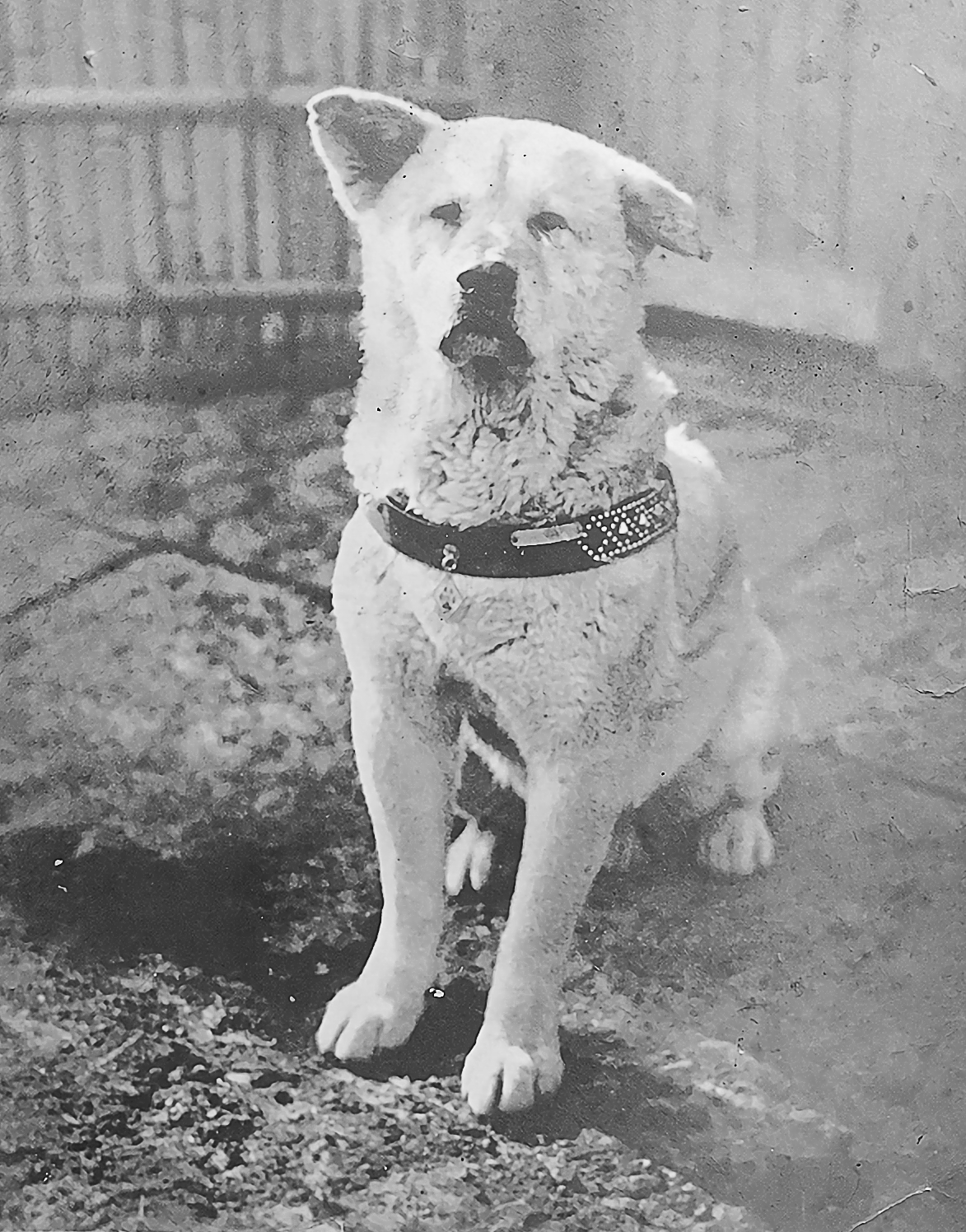
Hachikō

Hachikō (jap. ハチ公 Hachikō; ur. 10 listopada 1923 w Ōdate, zm. 8 marca 1935 w Tokio) – pies rasy akita, który czekał nieprzerwanie w tym samym miejscu prawie 10 lat na przybycie swojego pana przy tokijskiej stacji w dzielnicy Shibuya. Doceniając wierność, lojalność i oddanie psa, mieszkańcy Tokio wybudowali obok dworca jego pomnik. W Japonii znany jest jako chūken Hachikō (忠犬 ハチ公, czyli wierny pies Hachikō).

## Historia Hachikō
W 1924 Hachikō został przywieziony do Tokio przez swojego właściciela, Hidesaburō Ueno (jap. 上野英三郎 Ueno Hidesaburō), profesora na wydziale rolnictwa Uniwersytetu Tokijskiego. Hachikō codziennie odprowadzał swojego pana, gdy ten wychodził do pracy i czekał na niego wieczorami na pobliskiej stacji. W maju 1925 Ueno zmarł nagle w miejscu pracy. Hachikō nadal codziennie czekał na niego na stacji, pojawiając się tam przed przyjazdem wieczornego pociągu przez następne 10 lat. Dzięki oddaniu, jakie Hachikō okazywał swojemu zmarłemu panu, nadano mu przydomek „wiernego psa”.
W tym samym roku jeden z wcześniejszych studentów Ueno (zajmujący się rasą akita) zauważył psa na stacji. Idąc za nim, trafił do domu w Kobayashi, gdzie poznał historię Hachikō. Krótko po tym spotkaniu opublikował spis psów akita w Japonii. Podczas swoich badań odnalazł jedynie 30 psów tej rasy, wliczając w to Hachikō ze stacji Shibuya.
Były student profesora Ueno często odwiedzał psa i opublikował kilka artykułów opisujących niezwykłą lojalność Hachikō. W 1932 jeden z tych artykułów, opublikowany w dzienniku „Asahi Shimbun”, spowodował ogólnokrajowe zainteresowanie psem. Hachikō stał się sensacją narodową. Jego wierność pamięci pana wywarła wielkie wrażenie na Japończykach jako przykład wzorowej lojalności w stosunku do rodziny. Nauczyciele i rodzice używali czuwania Hachikō jako wzoru do naśladowania przez dzieci. Znany japoński artysta stworzył rzeźbę przedstawiającą psa, a w całym kraju odradzało się zainteresowanie rasą akita.
Hachikō zmarł 8 marca 1935 z powodu robaczycy serca i płuc. Jego spreparowane szczątki są przechowywane w Narodowym Muzeum Przyrody i Nauki w Ueno w Tokio.

## Pomniki
W kwietniu 1934, w obecności samego Hachikō, na stacji Shibuya została odsłonięta brązowa figura przedstawiająca tego psa. Podczas II wojny światowej pomnik został przetopiony w ramach gospodarki wojennej. Po wojnie nie zapomniano o Hachikō. W 1948 Stowarzyszenie dla Odtworzenia Pomnika Hachikō zamówiło drugą figurę u Takeshi Ando, syna nieżyjącego już twórcy pierwotnego pomnika. Nowa figura, odsłonięta w sierpniu 1948, znajduje się w miejscu będącym popularnym punktem spotkań. Jedno z pięciu wyjść ze stacji Shibuya, znajdujące się w pobliżu pomnika, zostało nazwane „Hachikō-guchi” („wyjście im. Hachikō”).
Podobny pomnik znajduje się w miejscu urodzenia Hachikō, przed stacją Odate. W 2004 przed Muzeum Psów Akita w Odate została wzniesiona nowa figura przedstawiająca Hachikō, wykorzystująca oryginalną kamienną podstawę figury z Shibuya.
Japan Times zażartował z czytelników donosząc o kradzieży pomnika z brązu o 2 w nocy 1 kwietnia 2007, „prawdopodobnie przez złodziei metalu”. Fałszywy reportaż opisywał ze szczegółami kradzież figury przez ludzi ubranych w robocze stroje koloru khaki, którzy zabezpieczyli obszar pomarańczowymi pachołkami i ukryli kradzież za pomocą plastikowych płacht. „Przestępstwo” miało być zarejestrowane przez kamery przemysłowe.

## Hachikō w mediach

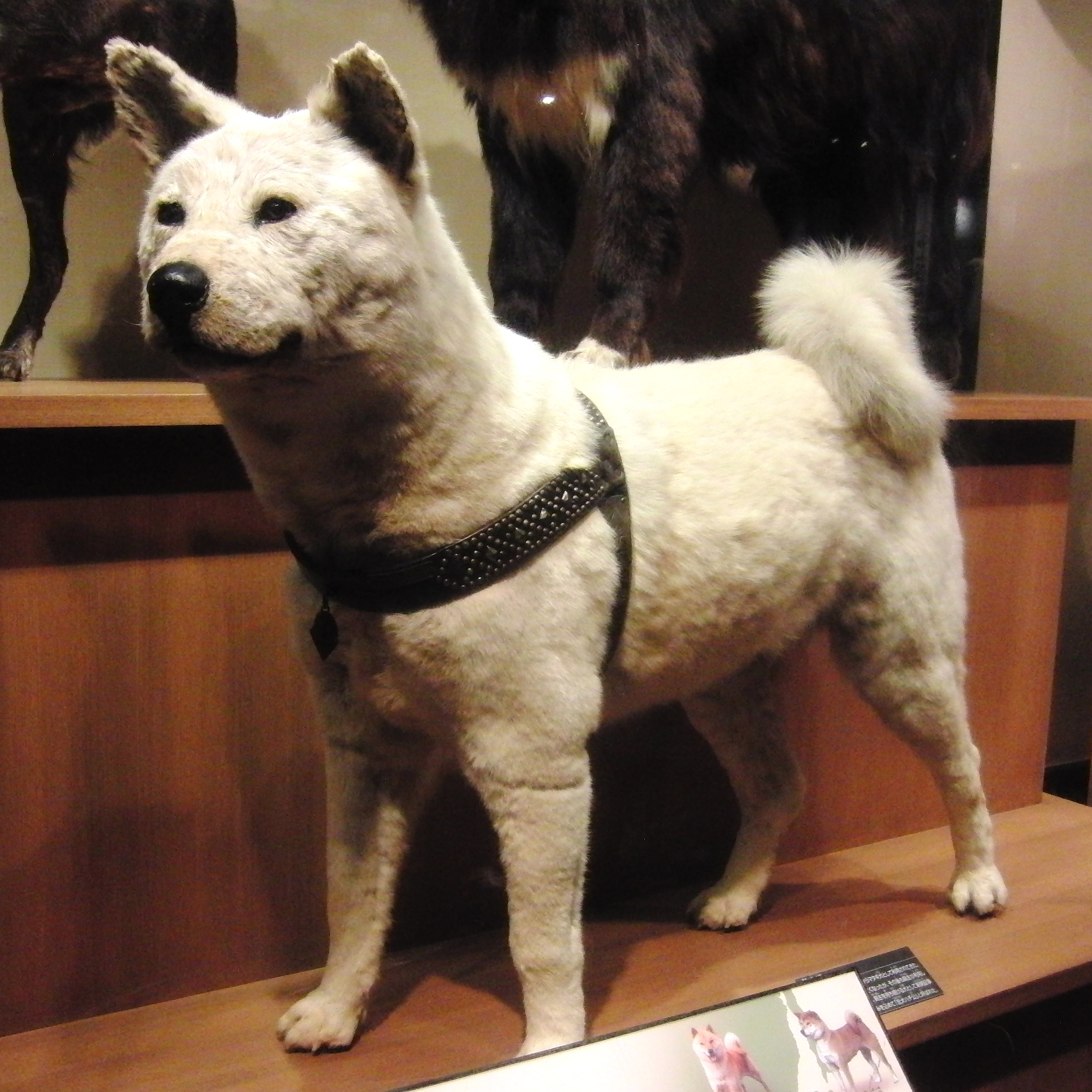
Hachikō na wystawie w Narodowym Muzeum Przyrody i Nauki w Tokio

Życie Hachikō stało się podstawą filmu z 1987 pod tytułem Hachikō Monogatari. Film opowiada historię życia Hachikō i duchowego połączenia z jego panem, profesorem Ueno.
W 1994 Culture Broadcasting Network (CBN) w Japonii udało się odzyskać dźwięk szczekającego Hachikō z fragmentów starego nagrania, które uległo zniszczeniu. Po wielkiej kampanii reklamowej zostało ono wyemitowane w sobotę 28 maja 1994, 59 lat po śmierci psa. Miliony radiosłuchaczy zgromadziło się przy odbiornikach, żeby usłyszeć szczekającego Hachikō. To wydarzenie było dowodem nieustannej popularności „wiernego psa”.
W 2004 wydano książkę dla dzieci Hachikō: prawdziwa historia lojalnego psa autorstwa Pameli S. Turner, ilustrowaną przez Yana Nascimbene. W tym samym roku Henry Holt & Co. wydał kolejną książkę dla dzieci, krótką powieść przeznaczoną dla czytelników w każdym wieku zatytułowaną Hachiko czeka, napisaną przez Lesléa Newman i zilustrowaną przez Machiyo Kodaira.
W 2009 na ekrany kin wszedł amerykański remake filmu Hachikō Monogatari pt.: Mój przyjaciel Hachiko (ang. Hachiko: A Dog's Story). Film wyreżyserował Lasse Hallström, a w roli profesora wystąpił Richard Gere. Muzykę do filmu skomponował Jan Kaczmarek, a wykonała ją Polska Orkiestra Radiowa.